# Jaanus Sorokin
Jaanus Sorokin (* 9. Februar 1986 in Tallinn, Estnische SSR) ist ein estnischer Eishockeyspieler, der seit 2019 erneut beim HC Panter Tallinn in der estnischen Meistriliiga unter Vertrag steht.

## Karriere

### Club
Jaanus Sorokin begann seine Karriere als Eishockeyspieler in Tschechien. Dort spielte er zunächst beim HC Česká Lípa in der zweithöchsten U18-Liga und anschließend beim KLH Chomutov in der höchsten Spielklasse dieser Altersgruppe. 2003 kehrte er in seine Geburtsstadt zurück und schloss sich dem HC Panter Tallinn an, bei dem er als 17-Jähriger in der Meistriliiga debütierte und auf Anhieb den estnischen Landesmeistertitel gewinnen konnte. Anschließend wechselte er bis 2011 im Jahresrhythmus den Verein. Dabei konnte er 2007 und 2009 mit den Tallinn Stars weitere Meistertitel erringen. Überwiegend spielte er in dieser Zeit in der Meistriliiga, er machte aber auch Ausflüge in die lettische Liga (2007/08 mit den Tartu Big Diamonds) und in die unterklassige HHL I Grupp (2010/11 mit dem Elioni SK). Von 2011 bis 2016 spielt er durchgängig beim Tallinn HC Panter Purikad, bevor er für ein Jahr zum HC Tallinn wechselte. 2017 bis 2019 spielte er – wie schon 2004/05 und 2009/10 – bei Tartu Kalev-Välk und wurde mit dem Klub aus Livland 2019 estnischer Meister. Anschließend kehrte er zum HC Panter aus seiner Geburtsstadt Tallinn zurück.

### International
Für Estland nahm Sorokin im Juniorenbereich an der Division II der U18-Junioren-Weltmeisterschaften 2003, der Division I der U20-Junioren-Weltmeisterschaften 2004 und 2005 sowie den Turnieren der Division II der U20-Junioren-Weltmeisterschaften 2003 und U20-Junioren-Weltmeisterschaft 2006 teil. 
Für die Herren-Nationalmannschaft spielte er bei den Weltmeisterschaften der Division I 2007, 2008, 2015, 2017, 2018 und 2019 sowie der Division II 2010 und 2014, als jeweils der Aufstieg in die Division I gelang. Zudem stand er bei den Olympiaqualifikationen für die Spiele in Vancouver 2010 und in Pyeongchang 2018 sowie beim Baltic Cup 2017 und beim Baltic Challenge Cup 2018 auf dem Eis.

## Erfolge und Auszeichnungen
- 2003 Aufstieg in die Division I bei der U20-Weltmeisterschaft der Division II, Gruppe A
- 2004 Estnischer Meister mit dem Tallinn HC Panter Purikad
- 2006 Aufstieg in die Division I bei der U20-Weltmeisterschaft der Division II, Gruppe B
- 2007 Estnischer Meister mit den Tallinn Stars
- 2009 Estnischer Meister mit den Tallinn Stars
- 2010 Aufstieg in die Division I bei der Weltmeisterschaft der Division II, Gruppe B
- 2014 Aufstieg in die Division I, Gruppe B, bei der Weltmeisterschaft der Division II, Gruppe A
- 2019 Estnischer Meister mit Tartu Kalev-Välk